# Josef Skalník (biatlonista)
Josef Skalník (* 30. března 1958, Nové Město na Moravě) je bývalý československý biatlonista.

## Závodní kariéra
Na XIII. ZOH v Lake Placid 1980 skončil v závodě jednotlivců na 20 km na 42. místě a ve štafetě na 4×7,5 km na 11. místě. S biatlonem začal v Dukle Banská Bystrica, byl členem reprezentačního družstva juniorů na juniorském mistrovství světa 1979 v Ruhpoldingu, kde skončil šestý v závodě jednotlivců na 10 km a byl členem bronzové štafety společně s Milanem Janouškem a Zdeňkem Hákem. Kromě olympiády v Lake Placid startoval na Mistrovství světa v biatlonu 1981 v Lahti a na Mistrovství světa v biatlonu 1982 v Minsku.